# Lauri Ingman
Lauri Johannes Ingman (Teuva, 30 de juny de 1868 - Turku, 25 d'octubre de 1934) va ser un teòleg, sacerdot i polític finlandès. De 1916 a la 1930 va ser professor de teologia pràctica en la Universitat de Hèlsinki. Ell també era membre del conservador Partit de la Coalició Nacional, on va tutejar com a orador del parlament i un ministre en diversos gabinets, i va servir com Primer ministre de Finlàndia dues vegades, el 1918-1919 i 1924-1925. El 1930 va ser triat Arquebisbe de Turku, cap de l'Església Evangèlica Luterana de Finlàndia.